# Allen (Nebraska)
Allen è un comune degli Stati Uniti d'America, situato nello Stato del Nebraska, nella Contea di Dixon.